# Panicoideae
Le Panicoidee (Panicoideae Link, 1827) sono una sottofamiglia delle Poacee (o Gramineae, nom. cons.).
Appartengono a questa sottofamiglia, tra l'altro, cereali di grande importanza economica come il mais (Zea), il sorgo (Sorghum), nonché la canna da zucchero (Saccharum).

## Tassonomia
La sottofamiglia Panicoideae comprende 13 tribù con 246 generi:

- Tribù Andropogoneae Dumort.
  - Sottotribù Andropogoninae J. Presl
    - Anadelphia Hack.
    - Andropogon L.
    - Bhidea Stapf ex Bor
    - Diectomis Kunth
    - Diheteropogon Stapf
    - Elymandra Stapf
    - Exotheca Andersson
    - Hyparrhenia Andersson ex E.Fourn.
    - Hyperthelia Clayton
    - Monocymbium Stapf
    - Schizachyrium Nees

  - Sottotribù Anthistiriinae J. Presl
    - Bothriochloa Kuntze
    - Capillipedium Stapf
    - Cymbopogon Spreng.
    - Dichanthium P.Willemet
    - Euclasta Franch.
    - Heteropogon Pers.
    - Iseilema Andersson
    - Themeda Forssk.

  - Sottotribù Apludinae Hook.f.
    - Apluda L.
    - Asthenochloa Buse
    - Eulalia Kunth
    - Homozeugos Stapf
    - Polytrias Hack.
    - Sorghastrum Nash
    - Trachypogon Nees

  - Sottotribù Arthraxoninae Benth.
    - Arthraxon P.Beauv.

  - Sottotribù Chionachninae Clayton
    - Polytoca R.Br.
    - Trilobachne Schenck ex Henrard

  - Sottotribù Chrysopogoninae Welker & E.A. Kellogg
    - Chrysopogon Trin.

  - Sottotribù Germainiinae Clayton
    - Apocopis Nees
    - Germainia Balansa & Poitr.
    - Imperata Cirillo
    - Lophopogon Hack.
    - Pogonatherum P.Beauv.

  - Sottotribù Ischaeminae J.Presl
    - Andropterum Stapf
    - Dimeria R.Br.
    - Eulaliopsis Honda
    - Ischaemum L.
    - Nanooravia Kiran Raj & Sivad.

  - Sottotribù Ratzeburgiinae Hook. f.
    - Eremochloa Buse
    - Glyphochloa Clayton
    - Hackelochloa Kuntze
    - Hemarthria R.Br.
    - Heteropholis C.E.Hubb.
    - Manisuris L.
    - Mnesithea Kunth
    - Ophiuros C.F.Gaertn.
    - Ratzeburgia Kunth
    - Thaumastochloa C.E.Hubb.
    - Thyrsia Stapf

  - Sottotribù Rhytachninae Welker & E.A. Kellogg
    - Loxodera Launert
    - Oxyrhachis Pilg.
    - Rhytachne Desv.
    - Urelytrum Hack.
    - Vossia Wall. & Griff.

  - Sottotribù Rottboelliinae J.Presl
    - Chasmopodium Stapf
    - Coix L.
    - Rottboellia L.f.

  - Sottotribù Saccharinae Griseb.
    - Erianthus Michx.
    - Miscanthidium Stapf
    - Miscanthus Andersson
    - Narenga Bor
    - Pseudosorghum A.Camus
    - Saccharum L.

  - Sottotribù Sorghinae Bluff, Nees & Schauer
    - Hemisorghum C.E.Hubb.
    - Lasiorhachis (Hack.) Stapf
    - Sarga Ewart
    - Sorghum Moench

  - Sottotribù Tripsacinae Dumort.
    - Tripsacum L.
    - Zea L.

  - Andropogoneae incertae sedis
    - Agenium Nees
    - Clausospicula Lazarides
    - Elionurus Humb. & Bonpl. ex Willd.
    - Eriochrysis P.Beauv.
    - Kerriochloa C.E.Hubb.
    - Lasiurus Boiss.
    - Microstegium Nees
    - Parahyparrhenia A.Camus
    - Phacelurus Griseb.
    - Pogonachne Bor
    - Pseudanthistiria (Hack.) Hook.f.
    - Pseudodichanthium Bor
    - Pseudopogonatherum A.Camus
    - Sehima Forssk.
    - Spathia Ewart
    - Spodiopogon Trin.
    - Thelepogon Roth
    - Tripidium H.Scholz
    - Triplopogon Bor
    - Veldkampia Ibaragi & Shiro Kobay.

- Tribù Arundinelleae Stapf
  - Arundinella Raddi
  - Jansenella Bor
  - Garnotia Brongn.

- Tribù Centotheceae Ridl.
  - Centotheca Desv.
  - Megastachya P.Beauv.

- Tribù Chasmanthieae W.V. Brown & B. N. Smith ex Sánchez-Ken & L.G. Clark
  - Bromuniola Stapf & C.E.Hubb.
  - Chasmanthium Link

- Tribù Cyperochloeae L. Watson & Dallwitz ex Sánchez-Ken & L.G. Clark
  - Cyperochloa Lazarides & L.Watson
  - Spartochloa C.E.Hubb.

- Tribù Gynerieae Sánchez-Ken & L.G. Clark
  - Gynerium Willd. ex P.Beauv.

- Tribù Lecomtelleae Pilg. ex Potztal
  - Lecomtella A.Camus

- Tribù Paniceae R.Br.
  - Sottotribù Anthephorinae Benth.
    - Anthephora Schreb.
    - Chaetopoa C.E.Hubb.
    - Chlorocalymma Clayton
    - Digitaria Haller
    - Taeniorhachis Cope
    - Tarigidia Stent
    - Thyridachne C.E.Hubb.
    - Trachys Pers.

  - Sottotribù Boivinellinae Pilg.
    - Acritochaete Pilg.
    - Acroceras Stapf
    - Alloteropsis J.Presl
    - Amphicarpum Kunth
    - Chasechloa A.Camus
    - Cyphochlaena Hack.
    - Cyrtococcum Stapf
    - Echinochloa P.Beauv.
    - Entolasia Stapf
    - Lasiacis (Griseb.) Hitchc.
    - Mayariochloa Salariato, Morrone & Zuloaga
    - Microcalamus Franch.
    - Morronea Zuloaga & Scataglini
    - Oplismenus P.Beauv.
    - Ottochloa Dandy
    - Parodiophyllochloa Zuloaga & Morrone
    - Poecilostachys Hack.
    - Pseudechinolaena Stapf
    - Pseudolasiacis (A.Camus) A.Camus
    - Stolonochloa E.J.Thomps.

  - Sottotribù Cenchrinae Dumort.
    - Alexfloydia B.K.Simon
    - Cenchrus L.
    - Chamaeraphis R.Br.
    - Dissochondrus (Hillebr.) Kuntze
    - Holcolemma Stapf & C.E.Hubb.
    - Hygrochloa Lazarides
    - Ixophorus Schltdl.
    - Janochloa Zuloaga & Delfini
    - Paractaenum P.Beauv.
    - Paratheria Griseb.
    - Plagiosetum Benth.
    - Pseudoraphis Griff. ex Pilg.
    - Setaria P.Beauv.
    - Setariopsis Scribn. ex Millsp.
    - Snowdenia C.E.Hubb.
    - Spinifex L.
    - Stenotaphrum Trin.
    - Stereochlaena Hack.
    - Streptolophus Hughes
    - Uranthoecium Stapf
    - Whiteochloa C.E.Hubb.
    - Xerochloa R.Br.
    - Zuloagaea Bess
    - Zygochloa S.T.Blake

  - Sottotribù Cleistochloinae E.J.Thomps.
    - Calyptochloa C.E.Hubb.
    - Cleistochloa C.E.Hubb.
    - Cryptachne E.J.Thomps.
    - Dimorphochloa S.T.Blake
    - Simonachne E.J.Thomps.

  - Sottotribù Dichantheliinae Zuloaga
    - Adenochloa Zuloaga
    - Dichanthelium (Hitchc. & Chase) Gould

  - Sottotribù Melinidinae Pilg.
    - Batochloa Salariato & Zuloaga
    - Chaetium Nees
    - Eccoptocarpha Launert
    - Eriochloa Kunth
    - Megathyrsus (Pilg.) B.K.Simon & S.W.L.Jacobs
    - Melinis P.Beauv.
    - Moorochloa Veldkamp
    - Rupichloa Salariato & Morrone
    - Scutachne Hitchc. & Chase
    - Thuarea Pers.
    - Tricholaena Schrad.
    - Urochloa P.Beauv.
    - Yvesia A.Camus

  - Sottotribù Neurachninae Clayton & Renvoize
    - Ancistrachne  S.T.Blake
    - Neurachne R.Br.
    - Thyridolepis S.T.Blake

  - Sottotribù Panicinae Fr.
    - Cnidochloa Zuloaga
    - Louisiella C.E.Hubb. & J.Léonard
    - Panicum L.

  - Paniceae incertae sedis
    - Homopholis C.E.Hubb.
    - Hydrothauma C.E.Hubb.
    - Hylebates Chippind.
    - Kellochloa Lizarazu, Nicola & Scataglini
    - Oryzidium C.E.Hubbard & Schweick.
    - Sacciolepis Nash
    - Thedachloa S.W.L.Jacobs
    - Trichanthecium Zuloaga & Morrone
    - Walwhalleya Wills & J.J.Bruhl

- Tribù Paspaleae  J.Presl 
  - Sottotribù Arthropogoninae Butzin
    - Altoparadisium Filg., Davidse, Zuloaga & Morrone
    - Apochloa Zuloaga & Morrone
    - Arthropogon Nees
    - Canastra Morrone, Zuloaga, Davidse & Filg.
    - Coleataenia Griseb.
    - Cyphonanthus Zuloaga & Morrone
    - Homolepis Chase
    - Keratochlaena Morrone & Zuloaga
    - Mesosetum Steud.
    - Oncorachis Morrone & Zuloaga
    - Oplismenopsis Parodi
    - Stephostachys Zuloaga & Morrone
    - Tatianyx Zuloaga & Soderstr.
    - Triscenia Griseb.

  - Sottotribù Otachyriinae Butzin
    - Hymenachne P.Beauv.
    - Otachyrium Nees
    - Plagiantha Renvoize
    - Rugoloa Zuloaga
    - Steinchisma Raf.

  - Sottotribù Paspalinae Griseb.
    - Aakia J.R.Grande
    - Acostia Swallen
    - Anthenantia P.Beauv.
    - Anthaenantiopsis Mez ex Pilg.
    - Axonopus P.Beauv.
    - Baptorhachis Clayton & Renvoize
    - Echinolaena Desv.
    - Gerritea Zuloaga, Morrone & Killeen
    - Hopia Zuloaga & Morrone
    - Ichnanthus P.Beauv.
    - Ocellochloa Zuloaga & Morrone
    - Oedochloa C.Silva & R.P.Oliveira
    - Osvaldoa J.R.Grande
    - Paspalum L.
    - Renvoizea Zuloaga & Morrone
    - Spheneria Kuhlm.
    - Streptostachys Desv.

  - Paspaleae incertae sedis
    - Reynaudia Kunth

- Tribù Steyermarkochloeae Davidse & R.P.Ellis
  - Arundoclaytonia Davidse & R.P.Ellis
  - Steyermarkochloa Davidse & R.P.Ellis

- Tribù Thysanolaeneae C.E.Hubb.
  - Thysanolaena Nees

- Tribù Tristachyideae Sánchez-Ken & L.G. Clark
  - Danthoniopsis Stapf
  - Dilophotriche (C.E.Hubb.) Jacq.-Fél.
  - Gilgiochloa Pilg.
  - Loudetia Hochst. ex Steud.
  - Loudetiopsis Conert
  - Trichopteryx Nees
  - Tristachya Nees
  - Zonotriche (C.E.Hubb.) J.B.Phipps

- Tribù Zeugiteae Sánchez-Ken & L.G. Clark
  - Chevalierella A.Camus
  - Lophatherum Brongn.
  - Orthoclada P.Beauv.
  - Pohlidium Davidse, Soderstr. & R.P.Ellis
  - Zeugites P.Browne

- Panicoideae incertae sedis
  - Alloeochaete C.E.Hubb.
  - Chandrasekharania V.J.Nair, V.S.Ramach. & Sreek.
  - Dichaetaria Nees ex Steud.
  - Schmidiella Veldkamp

## Importanza economica
La sottofamiglia comprende anche specie che sono usate per l'alimentazione umana solo in particolari aree geografiche, tra cui in particolare il miglio, nome che, nel senso più ampio, comprende i seguenti cereali, tutti coltivati per l'alimentazione umana oltre che animale, soprattutto in Africa e in Asia:
- Panicum - è il genere che ha dato il nome alla sottofamiglia, P. miliaceum è il miglio in senso stretto - coltivato in tutto il mondo, specialmente in Africa occidentale (dalla Nigeria al Senegal) e in India;
- Pennisetum - tutto il mondo, ma specialmente India e Africa;
- Setaria - tutto il mondo, ma specialmente in Cina e India;
- Digitaria (D. exilis o fonio) - Africa subsahariana, dalla Guinea all'Etiopia;
- Echinochloa (miglio bianco, miglio giapponese) - Asia meridionale e orientale, dall'India al Giappone; Africa nella regione del Niger.

Esistono anche generi che hanno importanza non alimentare, come Miscanthus, usato per ornamento e per la produzione di carta e giudicato molto promettente per la produzione di biocarburanti.